# Christiane Magdalena Elisabeth Haßloch

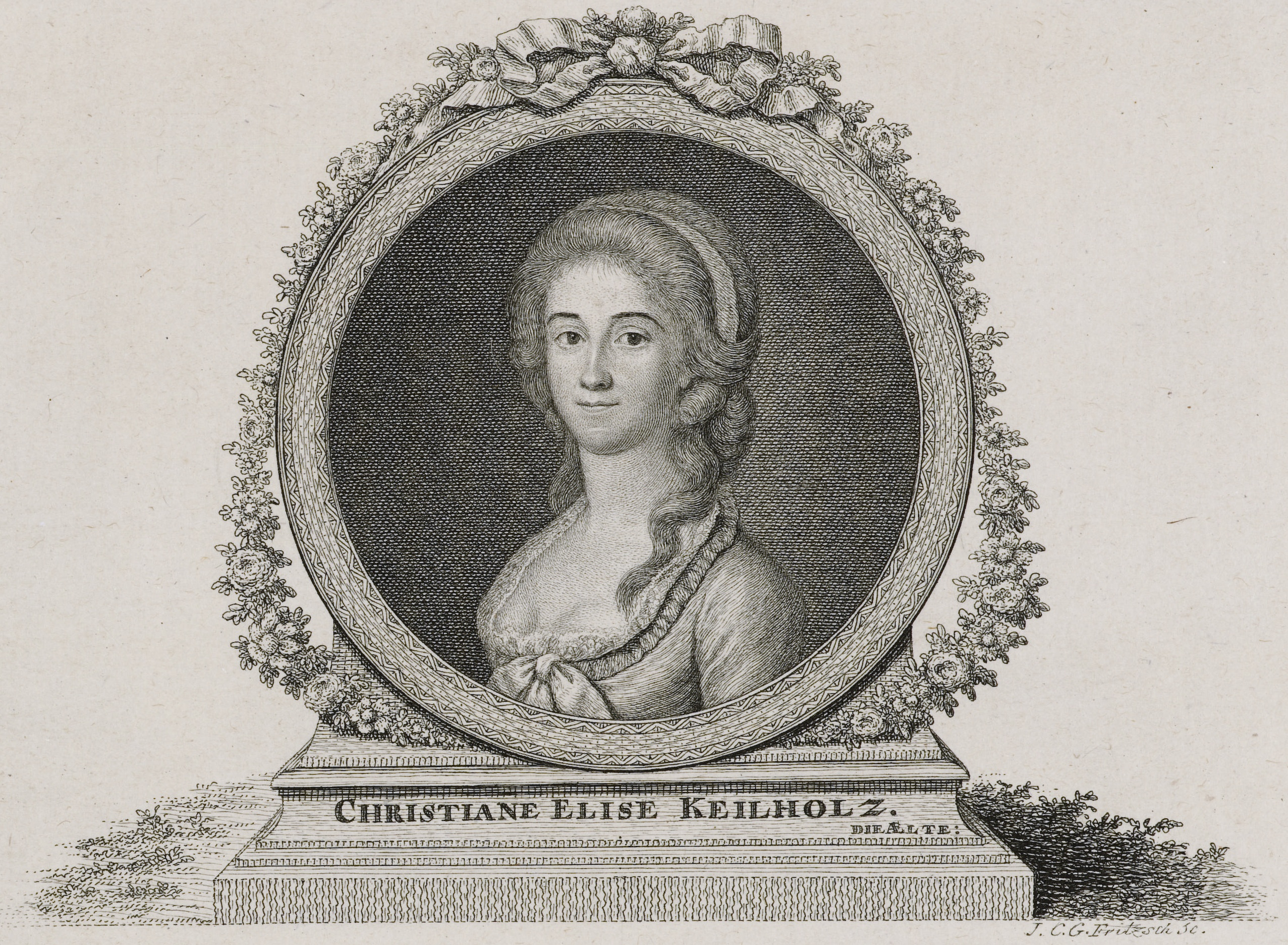
Christiane Keilholz, spätere Haßloch, Kupferstich von Johann Christian Gottfried Fritzsch, um 1792

Christiane Magdalena Elisabeth Haßloch geb. Keilholz (* 16. Juli 1764 in Pirna; † 23. August 1829 in Darmstadt) war eine deutsche Schauspielerin und Opernsängerin (Koloratursopran).

## Leben
Sie war die Tochter des Schauspielers Philipp Christian Keilholz (1735–1800) und seiner Frau Dorothea Elisabeth geb. Brückmann. Bereits 1769 trat sie erstmals im Theater auf und war zusammen mit ihren Eltern, ihrer Schwester Dorothea und ihrem Bruder Adolf Philipp Christian 1772 bis 1773 in Hamburg engagiert. 1776/77 war sie in Braunschweig und Lüneburg tätig, 1777 bis 1779 und 1780 bis 1783 wieder in Hamburg, dazwischen in Münster. Von 1784 bis 1786 sang sie zusammen mit ihrer Schwester am Hamburger Stadttheater.
Ab 1786 gehörte sie zur Theatertruppe von Gustav Friedrich Großmann und Christian Wilhelm Klos, die unter dem Musikdirektor August Burgmüller in Köln, Düsseldorf, Bonn und Aachen spielte. Aus der Truppe ging das Bonner Nationaltheater hervor, das am 3. Januar 1789 eröffnet wurde. Auf diese Weise kam sie in Kontakt mit dem jungen Ludwig van Beethoven, der im Theaterorchester Viola spielte.
Bereits im Mai 1790 verließ sie Bonn wieder und ging zum Mannheimer Nationaltheater, wo sie am 6. Juni als Constanze in Mozarts Oper Die Entführung aus dem Serail debütierte und bis 1792 tätig war. In Mannheim wurde sie vertragsbrüchig und ging nach Amsterdam zum dortigen Deutschen Theater, um kurze Zeit später zurückzukommen. Dafür musste sie eine Konventionalstrafe von 100 Dukaten zahlen. Zusammen mit dem Tenor Theodor Haßloch ging sie 1793 erneut nach Amsterdam, wo beide heirateten.
1795 bis 1804 wirkte sie mit ihrem Mann in Kassel. Nach einer Gastspielreise durch ganz Deutschland zog sie sich 1809 für ein Jahr von der Bühne zurück. Bis 1820 sang und spielte sie am neugegründeten Darmstädter Theater, wo sie zur Hofschauspielerin ernannt wurde. 1818 beendete sie ihre Karriere und zog sich ins Privatleben zurück.
Eine ihrer besten Rollen war die Julie in Romeo und Julie von Georg Benda.